# Талант (фильм, 2017)
Талант — документальный фильм режиссёра Ро98, посвященный творческому пути украинского рэпера Максима Доши. Фильм был закончен в 2017 году, однако свет увидел лишь 8 октября 2022 года, когда сам режиссёр выложил его в интернет.

## Содержание
Максим «Cruel Addict» Доши (род. 11 июня 1990) — украинский рэпер-любитель, прославился своими скандальными выступлениями на различных шоу талантов: «Украина мае талант», «Минута славы», «Deutschland sucht den Superstar» . Также Максим часто становился объектом насмешек со стороны большого числа пользователей интернета и блогеров.
Максим Доши является автором завирусившихся в интернете песен «I am the Best», «Самим Собой», а также каверами на композиции западных исполнителей.
В 2021 году трек Максима Доши «I am the Best» прозвучала в музыкальной рубрике шоу Джимми Фэллона. Ведущий сказал, что композиция его очень рассмешила, и оценил, как рэпер зарифмовал слова «Best» и «The Best».

## Отзывы
Никита Лаврецкий в статье для издания «Афиша Daily» положительно оценил фильм и назвал его «самым чистым воплощением идеи «постсинема» на сегодняшний день» .